# Storia delle guerre
La Storia delle guerre è un'opera storiografica in otto libri dello storico bizantino Procopio di Cesarea, redatta in greco nel VI secolo.

## Composizione
Narra delle guerre combattute da Giustiniano contro Persiani, Vandali e Goti. A Persiani e Vandali sono dedicati due libri ciascuno mentre ai Goti tre libri più parte dell'ottavo. Procopio fu testimone oculare delle guerre combattute da Giustiniano fino al 540 in qualità di segretario del generale Belisario, che seguì nelle sue spedizioni militari. Non è da escludere, secondo JB Bury, che Procopio abbia iniziato a scrivere la sua opera sotto forma di diari già durante la guerra vandalica (533-534) iniziando a partire da quella guerra a prendere nota degli avvenimenti di cui era testimone oculare. Gli storici escludono che abbia iniziato a registrare in diari, di cui si sarebbe servito poi per redigere la sua opera storica, gli avvenimenti di cui era testimone oculare già a partire dalla guerra iberica contro i Persiani (526-532) perché, rispetto alle guerre successive, quella guerra è narrata non molto approfonditamente.
Tornato a Costantinopoli nel 540, dopo aver partecipato alla guerra iberica, alla guerra vandalica e alla prima fase della guerra gotica, rimase nella capitale per parecchi anni continuando a informarsi da lì degli avvenimenti bellici sui vari fronti e diventando testimone oculare dell'epidemia di peste che flagellò l'Impero nel 542. Gran parte dell'opera doveva essere già compiuta nel 545, e negli anni successivi si limitò ad aggiungere solo alcuni capitoli come aggiornamento. Secondo alcuni potrebbe essere tornato in Italia nel 546-547 per raccogliere maggiori informazioni, anche se è solo una congettura non verificabile basata sul fatto che i fatti della guerra gotica relativi a quei due anni erano più dettagliati del solito. Nel 551 infine i sette libri dell'opera furono pubblicati: due riguardanti le guerre persiane, due riguardanti la guerra vandalica e tre riguardanti la guerra gotica. Nel 553 fu pubblicato un ottavo libro come aggiornamento, riguardante la guerra lazica contro i Persiani e l'ultima fase della guerra gotica.

## Struttura dell'opera
Guerra Persiana
- Libro I
  - 1: Proemio dell'opera
  - 2-6: Guerre romano-persiane dal 395 al 502.
  - 7-9: Guerra romano-persiana del 502-506
  - 10: Fortificazione di Dara
  - 11: Proposta di adozione di Cosroe rifiutata.
  - 12-23: Guerra iberica (526-532)
  - 24: Rivolta di Nika (532)
  - 25: Caduta in disgrazia di Giovanni di Cappadocia (541)
  - 26: Tirannia a Dara.
- Libro II
  - 1-4: Pretesti di Cosroe per rompere la pace
  - 5-27: Guerra del 540-545
  - 28-29: Guerra lazica (549-557) (prima fase)

Guerra Vandalica
- Libro III
  - 1: Divisione dell'Impero in due parti
  - 2: Sotto Onorio i Barbari devastano l'Impero d'Occidente (soprattutto i Goti di Alarico)
  - 3: Bonifacio invita i Vandali in Africa
  - 4: Attila minaccia l'Impero d'Occidente
  - 5: I Vandali saccheggiano Roma (455)
  - 6: Spedizione disastrosa contro i Vandali (468)
  - 7: Lode di Maggiorano; pace tra i Bizantini e Vandali (476)
  - 8: Re Vandali da Onorico a Trasimondo.
  - 9-23: Guerra vandalica (533-534) (prima fase)
- Libro IV
  - 1-7: Conclusione della Guerra vandalica
  - 8: Calunnie contro Belisario
  - 9: Trionfo di Belisario
  - 10-13: Prima Guerra contro i Mauri
  - 14-18: Ammutinamento dell'esercito
  - 19-28: Altre guerre contro i Mauri e pacificazione dell'Africa

Guerra gotica
- Libro V
  - 1: regno di Teodorico in Italia
  - 2: Atalarico e Amalasunta
  - 3-4: Teodato fa uccidere Amalasunta
  - 5-fine: Guerra gotica (fino al 537)
- Libro VI
  - 1-fine: Guerra gotica (dal 538 al 540)
- Libro VII
  - 1-fine: Guerra gotica (dal 541 al 550)
- Libro VIII
  - 1-17: Guerra lazica (seconda fase)
  - 18-20: Barbari dell'Illirico
  - 21-35: Ultima fase della Guerra gotica: Campagne di Narsete (551-553)

## Critiche al governo giustinianeo
L'opera contiene diverse critiche al governo di Giustiniano, anche se l'autore, timoroso di cadere vittima dei sicari di Giustiniano e Teodora, tace molte delle loro asserite iniquità, pubblicandole in un'opera a parte (la Storia segreta) che verrà pubblicata postuma e dopo la morte di Giustiniano e Teodora. Procopio in particolare critica alcuni ufficiali di Giustiniano tra cui:
- Giovanni di Cappadocia, prefetto del pretorio fino al 541 accusato di avidità e rapacità
- Alessandro Forficula, accusato di aver messo a soqquadro le romane cose in Italia (540)
- Giovanni Tzibo, accusato di aver causato con il suo malgoverno la rivolta in Lazica
- Bessa, accusato di aver maltrattato i Romani durante l'assedio di Roma del 546 vendendo loro a carissimo prezzo il cibo per guadagnarci sopra. Molti Romani, non potendo permettersi il cibo, soffrirono la fame.
- Persino Belisario, l'eroe per eccellenza di quest'opera, viene accusato di aver condotto male la guerra contro Totila.

Diversi studiosi hanno osservato che diverse critiche contenute nella storia segreta sono presenti, seppur in modo molto più velato, nella Storia delle guerre. Oltre a criticare vari funzionari di Giustiniano, Procopio infatti:
- tramite il discorso degli Armeni a Cosroe critica l'amore per le innovazioni di Giustiniano; la stessa critica alle innovazioni di Giustiniano è presente, in maniera molto più marcata, nella Storia Segreta.
- anche nella Storia pubblica critica Giustiniano per il fatto che paga tributi ai Barbari, che nonostante i tributi, invadono lo stesso l'Impero.
- Nella storia segreta accusa Giustiniano di aver causato la guerra contro la Persia del 540-545. Nella Storia delle guerre Cosroe accusa Giustiniano di aver provocato lo scoppio della guerra e Procopio, riguardo alle accuse del re persiano, commenta "Se stesse dicendo la verità non so dire".

Procopio usa varie strategie per lanciare critiche a Giustiniano in modo velato: le critiche al governo di Giustiniano spesso le mette in bocca ai nemici dell'Impero, cioè i barbari; inoltre spesso, dopo aver criticato il governo di Giustiniano attribuendo però tali critiche ai nemici dell'Impero, si dissocia da esse affermando "Se le loro critiche siano giuste o irragionevoli, non so dire".

## Stile
Lo stile procopiano è classicheggiante: egli infatti si ispira per stile alle opere storiografiche di Tucidide e Erodoto arrivando addirittura a copiare diverse frasi dalle opere di questi due grandi autori classici (soprattutto Tucidide); il fatto che nella descrizione di battaglie e assedi o nei dialoghi l'autore prenda in prestito varie frasi da Erodoto e Tucidide ha fatto venire il dubbio a diversi studiosi se tali descrizioni rispecchino la realtà oppure siano semplici esercitazioni letterarie di un imitatore con pochi legami alla realtà; in realtà, confrontando le sue descrizioni con altre fonti, JB Bury è giunto alla conclusione che le descrizioni di Procopio siano veritiere in quanto l'autore riusciva a prendere in prestito da Erodoto e Tucidide frasi adatte all'avvenimento che intendeva descrivere. Come Tucidide, Procopio fa ampio uso di discorsi. Procopio inoltre ritiene che gli avvenimenti umani siano retti dalla Tyche, a volte letta come sorte cieca, altre volte come Provvidenza.
Scrive in greco classico, diverso da quello parlato dal volgo a quell'epoca, e quando usa termini greci in uso nella sua epoca, sente sempre il bisogno di giustificarsi per quella scelta scusandosi.
Inoltre come le opere classiche greche Procopio inserisce nelle sue storie digressioni etnografiche, prodigi ecc.

## Influenze, elogi e critiche
La Storia di Procopio ebbe successo e fu continuata da vari storici successivi: Agazia (dal 552 al 558), Menandro Protettore (dal 558 al 582) e Teofilatto Simocatta (dal 582 al 602). Procopio fu lodato da vari storici successivi per la sua obiettività.
Tuttavia qualche critica gli è stata mossa per le parti dell'opera che riassumono gli avvenimenti anteriori al regno di Giustiniano; per esempio la rivalità tra Bonifacio e Ezio (La Guerra Vandalica, I, 3) che avrebbe causato la conquista vandalica del Nord Africa è stata definita da taluni una "leggenda procopiana" senza alcun legame con la realtà storica. Colloca inoltre erratamente il regno di Maggioriano dopo la spedizione del 468 e lo fa morire di dissenteria mentre per le altre fonti fu ucciso da Ricimero. Per gli avvenimenti del regno di Giustiniano comunque viene ritenuto accurato e viene considerato da molti la fonte per eccellenza per questo periodo storico.

## Traduzioni italiane
- De la longa et aspra guerra de Gothi libri tre, di latino in volgare tradotti per Benedetto Egio da Spoleti, In Venetia, per Michele Tramezino, 1544.
- De la guerra di Giustiniano imperatore contra i Persiani lib. II, De la guerra del medesimo contra i Vandali lib. II, di latino in volgare tradotti per Benedetto Egio da Spoleti, In Vinegia, per Michele Tramezino, 1547.
- Istoria delle guerre persiane e vandaliche, Nuova traduzione con note di Giuseppe Rossi, Milano, Paolo Andrea Molina, 1833.
- Istoria delle guerre gottiche, Nuova traduzione con note di Giuseppe Rossi, Milano, P.A. Molina, 1838.
- La guerra gotica, Testo greco emendato sui manoscritti con traduzione italiana a cura di Domenico Comparetti, 3 voll., Roma, Forzani  e C., 1895-98.
- La guerra gotica, a cura di Filippo Maria Pontani, Roma, Newton Compton, 1974.
- Le guerre persiana vandalica gotica, a cura di Marcello Craveri, Introduzione di Filippo Maria Pontani, Torino, G. Einaudi, 1977 (Collana: «I millenni»).
- Le guerre gotiche. Libri V e VI, a cura di Rita Masullo, Roma, Aracne, 2011.